# Estadio Ciudad de Ganja
El Estadio Ciudad de Ganja (en azerí: Gəncə şəhər stadionu) es un estadio de futbol ubicado en la ciudad de Ganja en Azerbaiyán y actualmente es la sede del Kapaz PFK.

## Historia
El estadio fue construido y puesto en funcionamiento en 1959 con el nombre Estadio Dinamo. El estadio se amplió cuando el FK Kirovabad ingresó a la Primera División de la URSS en 1967.
Durante la temporada 2015/16 240.650 aficionados presenciaron los 18 partidos en casa del club de fútbol Kapaz PFK, estableciendo el récord de número de espectadores de la Liga Premier de Azerbaiyán. El mayor número de espectadores se registró en el partido entre el Kapaz PFK y Qarabag FK celebrado el 14 de febrero de 2016 en la jornada 21: 20 mil 400 espectadores.
En 2018, el estadio de la ciudad de Ganja se incluyó en el programa estatal de renovación, y los trabajos de reconstrucción se realizaron en 2019-2020.